# Biddestone and Slaughterford
Biddestone and Slaughterford är en civil parish i distriktet Wiltshire, Storbritannien. Den ligger i grevskapet Wiltshire och riksdelen England, i den södra delen av landet, 140 km väster om huvudstaden London. Det inkluderar Biddestone och Slaughterford.